# Dolaincourt
Dolaincourt è un comune francese di 90 abitanti situato nel dipartimento dei Vosgi nella regione del Grand Est.

## Società

### Evoluzione demografica
Abitanti censiti